# Beregazzo con Figliaro
Beregazzo con Figliaro es un municipio situado en la provincia de Como, en Lombardía. Tiene una población estimada, en agosto de 2023, de 2805 habitantes.

## Evolución demográfica
| Gráfica de evolución demográfica de Beregazzo con Figliaro entre 1861 y 2023 |
|                                                                              |
| Fuente: ISTAT - Elaboración gráfica de Wikipedia                             |